# Spoorlijn Nürnberg - Bamberg
De spoorlijn Nürnberg - Bamberg is een Duitse spoorlijn als spoorlijn 5900 (Nürnberg Hbf - Bamberg (Bay) Hbf) onder beheer van DB Netze.

## Geschiedenis
Het traject werd door de Königliche Eisenbahnbau-Kommission zu Nürnberg in fases geopend.
- 1 september 1844: Nürnberg - Fürth Kreuzung - Großgründlach - Bamberg
- 1 oktober 1862: Fürth Kreuzung - Fürth Bahnhof
- 1 augustus 1876: Fürth Bahnhof - Großgründlach (Fürther Bogen)

## Treindiensten

### DB
De Deutsche Bahn verzorgt het personenvervoer op dit traject met RE / RB treinen.
- RE: Nürnberg - Bamberg - Schweinfurt - Würzburg
- RE: Nürnberg - Bamberg - Lichtenfels - Sonneberg (Thüringen)
- RB: Nürnberg - Bamberg - Lichtenfels

#### S-Bahn Nürnberg
Op dit traject rijdt de volgende S-Bahn:
- S1: Nürnberg Hbf - Lauf (links der Pegnitz)

## Aansluitingen
In de volgende plaatsen is of was er een aansluiting van de volgende spoorlijnen:

### Nürnberg
- Nürnberg - Augsburg, spoorlijn tussen Nürnberg en Augsburg
- Nürnberg - Cheb, spoorlijn tussen Nürnberg en Cheb
- Nürnberg - Crailsheim, spoorlijn tussen Nürnberg en Crailsheim
- Nürnberg - Feucht, spoorlijn tussen Nürnberg en Feucht
- Nürnberg - München, spoorlijn tussen Nürnberg - Ingolstadt - München
- Nürnberg - Roth, spoorlijn tussen Nürnberg en Roth
- Nürnberg - Schwandorf, spoorlijn tussen Nürnberg en Schwandorf
- Nürnberg - Regensburg, spoorlijn tussen Nürnberg en Regensburg
- Nürnberg - Würzburg, spoorlijn tussen Nürnberg en Würzburg
- Verkehrs-Aktiengesellschaft Nürnberg (VAG), tram en U-Bahn in en rond Nürnberg

### Fürth
Fürth (Bay) Hbf
- Nürnberg - Würzburg, spoorlijn tussen Nürnberg en Würzburg
- Rangaubahn, spoorlijn tussen Fürth (Bayern) en Cadolzburg
- Ringbahn Nürnberg, spoorlijn rond Nürnberg

### Erlangen-Bruck
- Erlangen-Bruck - Herzogenaurach, spoorlijn tussen Erlangen-Bruck en Herzogenaurach

### Erlangen
- Erlangen - Gräfenberg, spoorlijn tussen Erlangen en Gräfenberg

### Forchheim
Forchheim (Oberfr)
- Forchheim - Behringersmühle, spoorlijn tussen Forchheim en Behringersmühle
- Forchheim - Höchstadt, spoorlijn tussen Forchheim en Höchstadt

### Strullendorf
- Strullendorf - Schlüsselfeld, spoorlijn tussen Strullendorf en Schlüsselfeld

### Bamberg
- Bamberg - Hof, spoorlijn tussen Bamberg en Hof
- Bamberg - Würzburg, spoorlijn tussen Bamberg en Würzburg
- Bamberg - Scheßlitz, spoorlijn tussen Bamberg en Scheßlitz

## Elektrische tractie
Het traject werd op 10 mei 1939 geëlektrificeerd met een spanning van 15.000 volt 16 2/3 Hz wisselstroom.

## Afbeeldingen

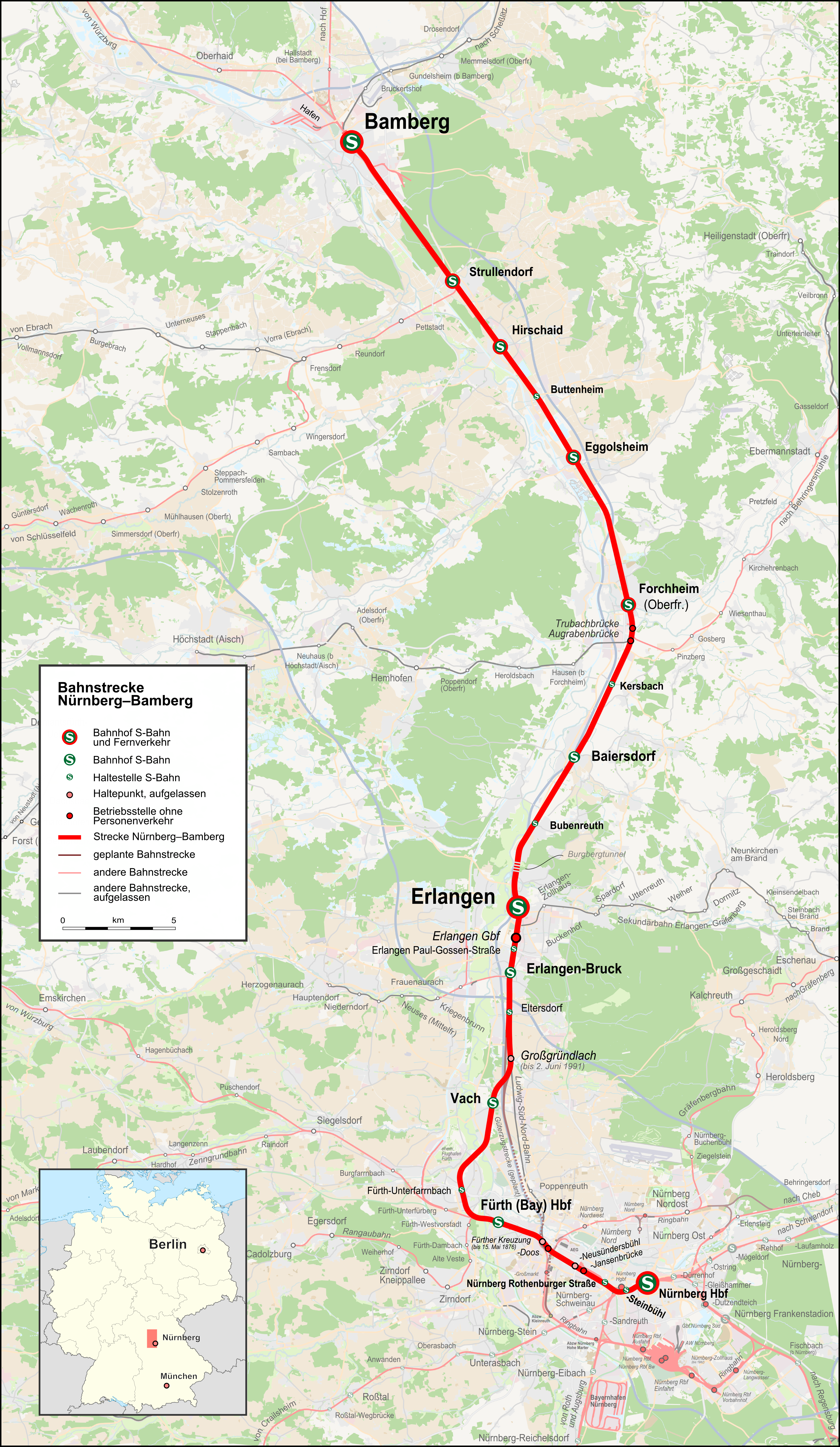
Trajectkaart
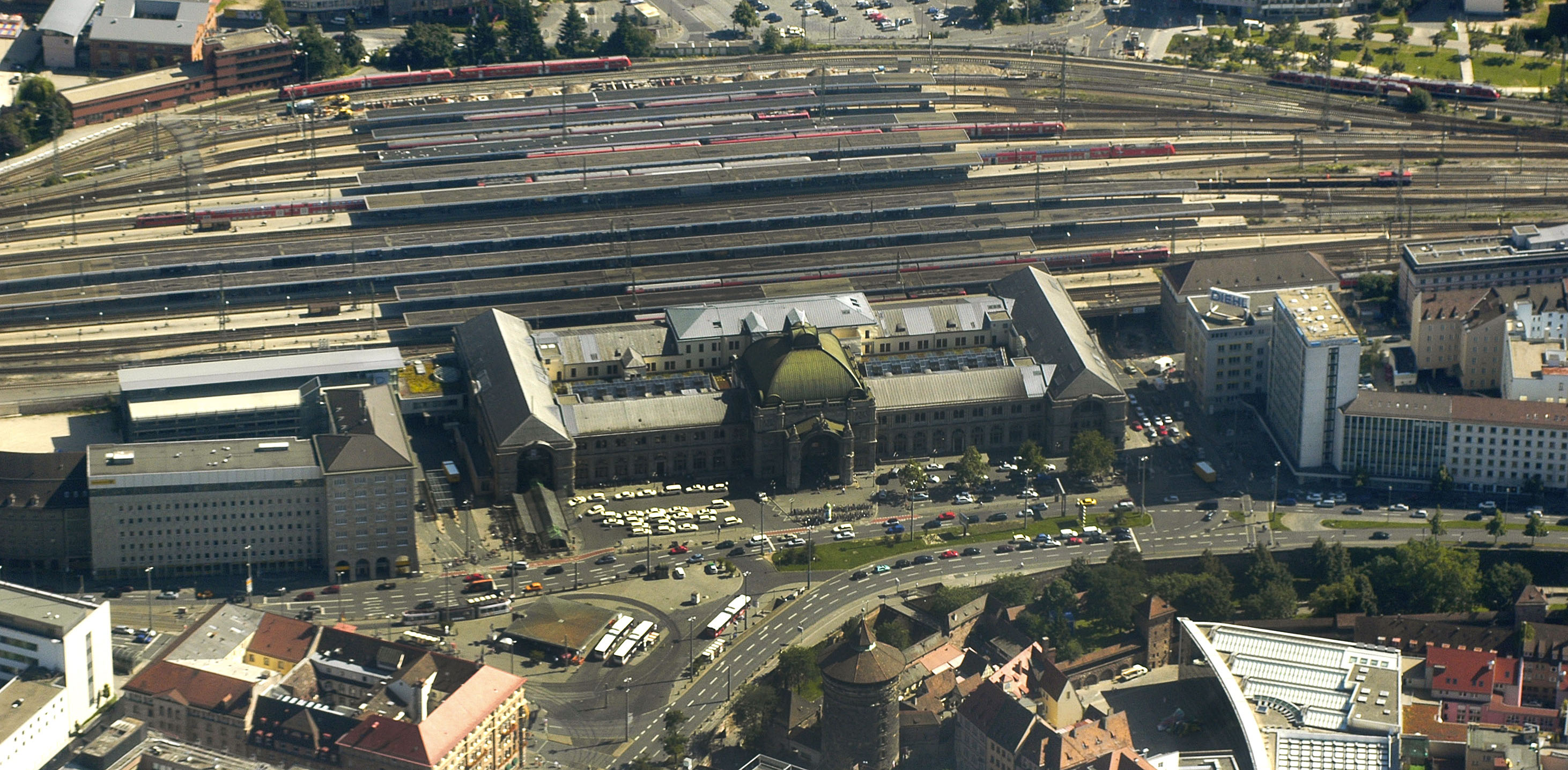
Nürnberg Hauptbahnhof
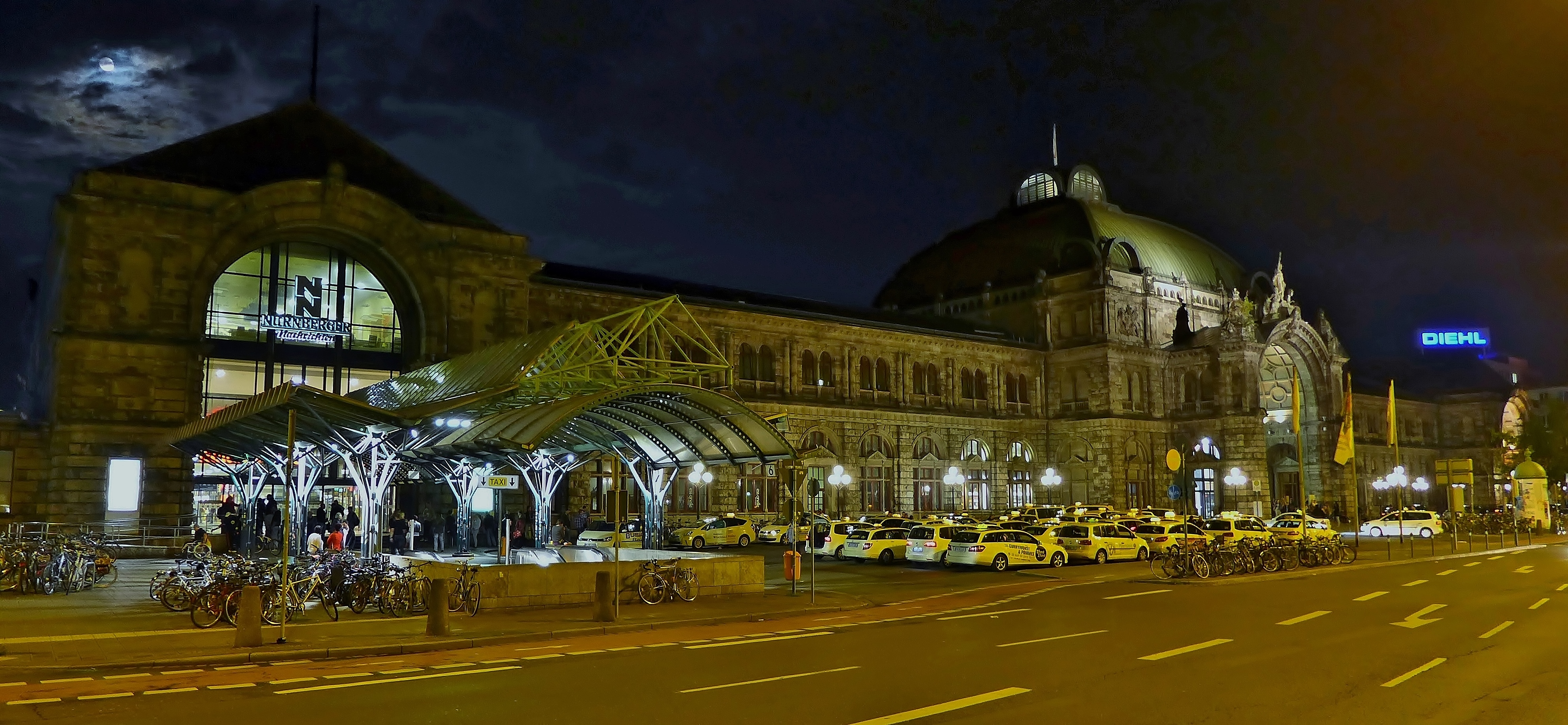
Nürnberg Hauptbahnhof
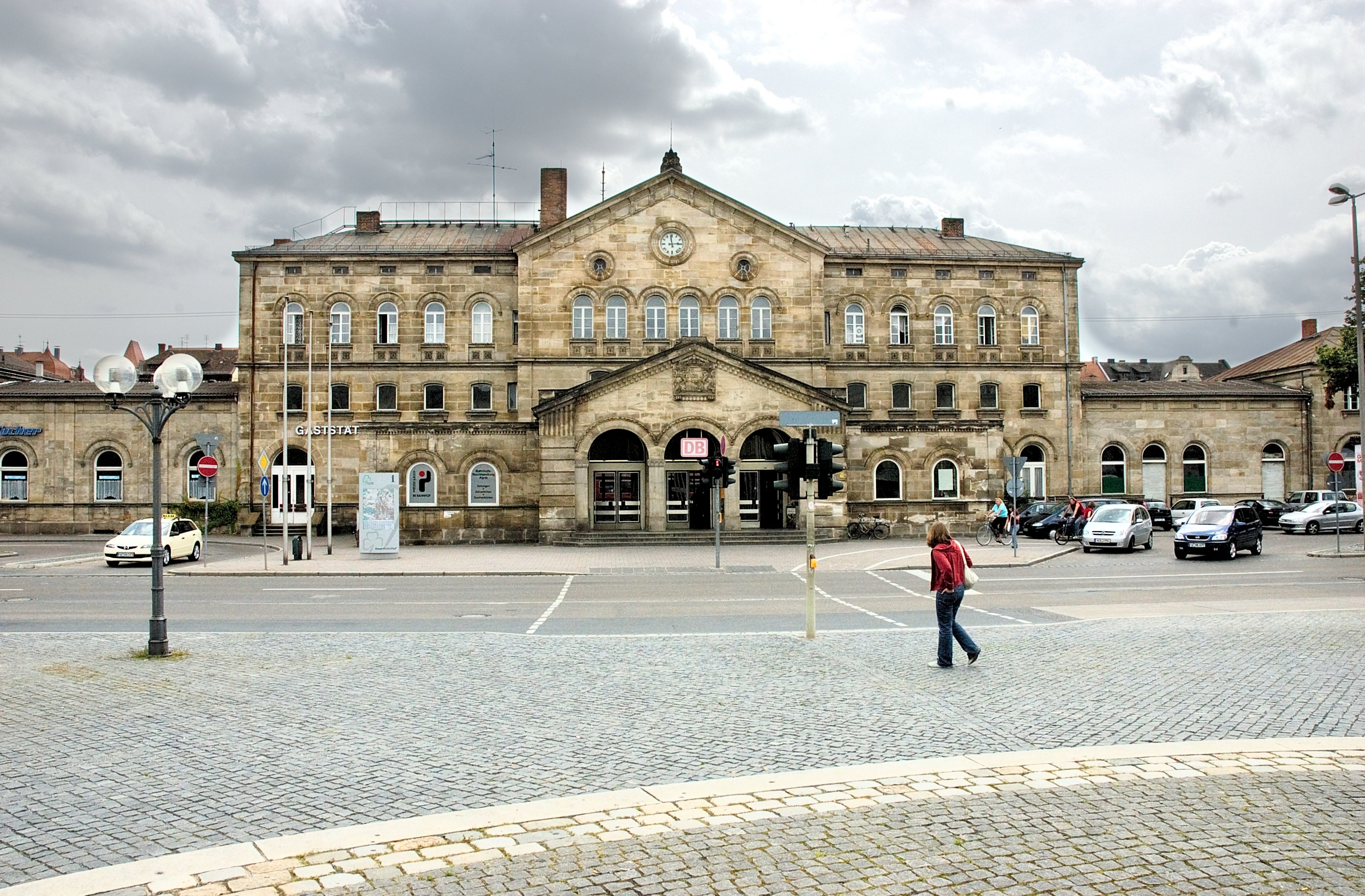
Fürth Hauptbahnhof
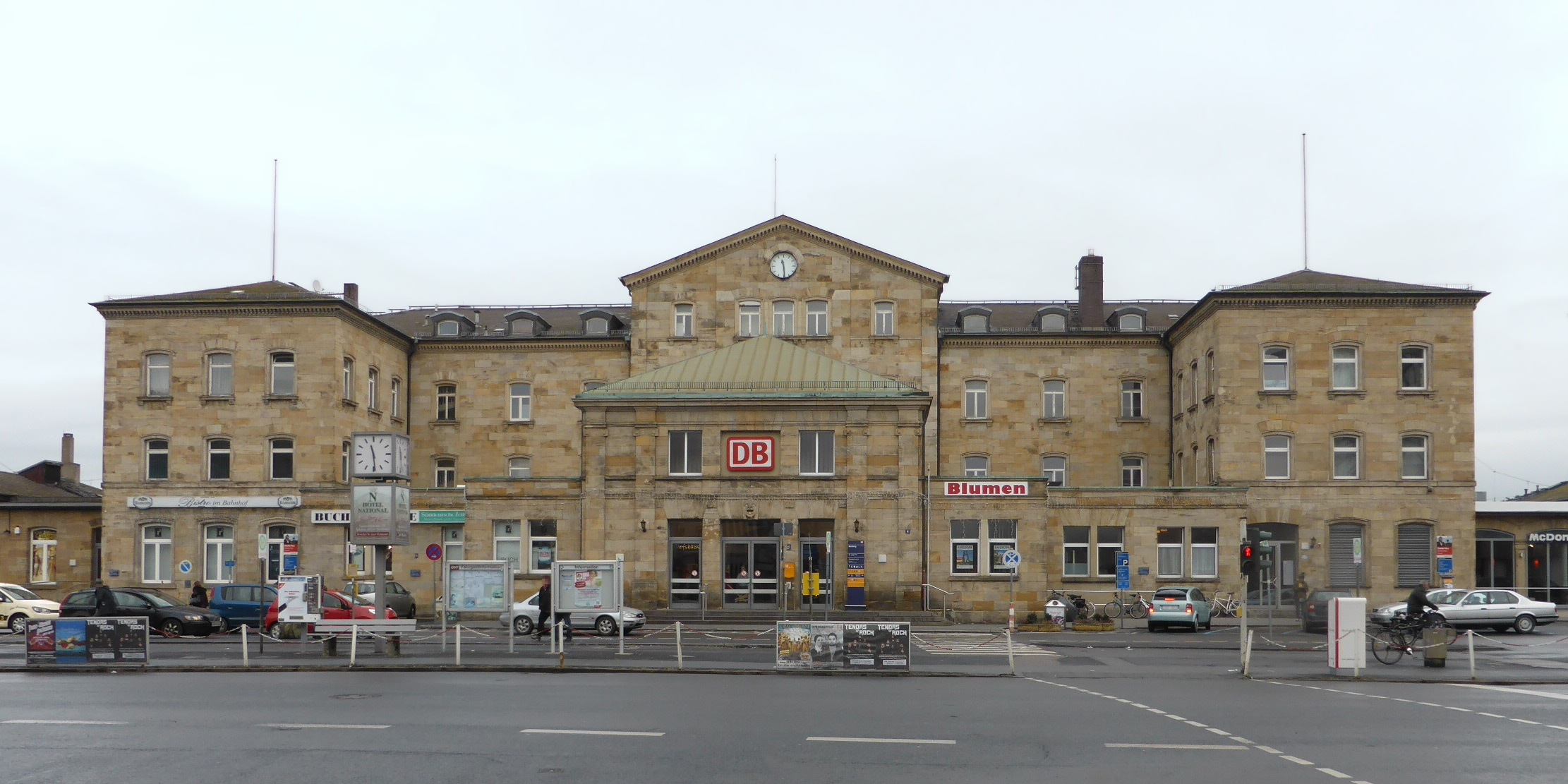
Station Bamberg